# ساموئل ال. میتچیل
ساموئل ال. میتچیل (به انگلیسی: Samuel L. Mitchill) سناتور سابق عضو حزب دموکرات-جمهوری‌خواه بود. وی در سال ۱۸۰۴ تا ۱۸۰۹ میلادی سناتور ایالت نیویورک در سنای ایالات متحده آمریکا بود.